# Anne Revere
Pour les articles homonymes, voir Revere.
Anne Revere est une actrice américaine née le 25 juin 1903 à New York et morte le 18 décembre 1990 à Locust Valley (État de New York).

## Biographie
Elle débute à Broadway en 1931 mais ne tourne qu'un seul film jusqu'en 1940
Dans les années 1950, elle fut une des victimes du maccarthysme et inscrite sur la liste noire du cinéma.

## Filmographie

### Cinéma
- 1934 : Double Door de Charles Vidor : Caroline Van Brett
- 1940 : One Crowded Night : Mae Andrews
- 1940 : Howard le révolté (The Howards of Virginia) de Frank Lloyd : Betsy Norton
- 1941 : The Devil Commands de Edward Dmytryk : Mrs. Walters
- 1941 : Des hommes vivront (Men of Boys Town) de Norman Taurog : Mrs. Fenely
- 1941 : La Belle Ensorceleuse (The Flame of New Orleans) de René Clair : la sœur de Giraud
- 1941 : Souvenirs (H.M. Pulham, Esq.) de King Vidor : Miss Redfern, la secrétaire de John
- 1941 : Adieu jeunesse (Remember the Day) de Henry King : Miss Nadine Price
- 1941 : Évitons le scandale ! (Design for Scandal) de Norman Taurog : Nettie
- 1942 : Meet the Stewarts d'Alfred E. Green : Geraldine Stewart
- 1942 : The Falcon Takes Over d'Irving Reis : Jessie Florian
- 1942 : Madame exagère (Are Husbands Necessary?) de Norman Taurog  : Anna
- 1942 : Les Folles Héritières (The Gay Sisters) d'Irving Rapper : Miss Ida Orner
- 1942 : Au pays du rythme (Star Spangled Rhythm) de George Marshall et A. Edward Sutherland : Sarah, la secrétaire de M. DeSoto
- 1943 : The Meanest Man in the World de Sidney Lanfield : Kitty Crockett, la secrétaire de Clark
- 1943 : Shantytown de Joseph Santley : Mrs. Gorty
- 1943 : L'Impossible Amour (Old Acquaintance) de Vincent Sherman : Belle Carter
- 1943 : Le Chant de Bernadette (The Song of Bernadette) de Henry King : Louise Soubirous
- 1944 : L'amour cherche un toit (Standing Room Only) de Sidney Lanfield : Major Harriet Cromwell
- 1944 : Lona la sauvageonne (Rainhow Island) de Ralph Murphy : la reine Okalana
- 1944 : Sunday Dinner for a Soldier de Lloyd Bacon : Agatha Butterfield
- 1944 : Le Grand National (National Velvet) de Clarence Brown : Mrs. Araminty Brown
- 1944 : Les Clés du royaume (The Keys of the Kingdom) de John M. Stahl : Agnes Fiske
- 1945 : L'introuvable rentre chez lui (The Thin Man Goes Home) de Richard Thorpe : Crazy Mary
- 1945 : Don Juan Quilligan de Frank Tuttle : Mrs. Cora Rostigaff
- 1945 : Crime passionnel (Fallen angel)  de Otto Preminger : Clara Mills
- 1946 : Le Château du dragon (Dragonwyck) de Joseph L. Mankiewicz : Abigail Wells
- 1947 : L'Extravagante Miss Pilgrim (The Shocking Miss Pilgrim) de George Seaton : Alice Pritchard
- 1947 : Carnival in Costa Rica de Gregory Ratoff : Mama Elsa Molina
- 1947 : Sang et or (Body and Soul) de Robert Rossen : Anna Davis
- 1947 : Ambre (Forever Amber) de Otto Preminger : Mother Red Cap
- 1947 : Le Mur invisible (Gentleman's Agreement) de Elia Kazan : Mrs. Green
- 1948 : Le Secret derrière la porte (Secret Beyond the Door...) de Fritz Lang : Caroline Lamphere
- 1948 : Bagarre pour une blonde (Scudda Hoo! Scudda Hay!) de F. Hugh Herbert : Judith Dominy
- 1948 : Deep Waters de Henry King : Mary McKay
- 1949 : You're My Everything de Walter Lang : tante Jane
- 1951 : Les Rebelles du Missouri (The Great Missouri Raid) de Gordon Douglas : Mrs. Samuels
- 1951 : Une place au soleil (A Place in the Sun) de George Stevens : Hannah Eastman
- 1970 : Dis-moi que tu m'aimes, Junie Moon (Tell Me That You Love Me, Junie Moon) de Otto Preminger : Miss Farber
- 1970 : Macho Callahan de Bernard L. Kowalski : Crystal
- 1976 : Birch Interval de Delbert Mann : Mrs. Tanner

### Télévision
- 1960 : Play of the Week (série),  épisodes "House of Bernarda Alba" et "Four by Tennessee"
- 1964 : A Flame in the Wind (série) : Rose Simon
- 1969-1970 : The Edge of Night : Dorothy Stewart
- 1970 : C'est déjà demain (Search for Tomorrow) (série) : Agnes Lake
- 1972 : Two for the Money (téléfilm) de Bernard L. Kowalski : Mrs. Gap
- 1974 : L'Homme qui valait trois milliards (The Six Million Dollar Man) (série), saison 2, épisode 4 "Madame le Premier ministre" : Madame Salka Pal-Mir
- 1975 : Baretta (série), saison 2, épisode 9 "Le livre" : Dragon Lady
- 1977 : Ryan's Hope (série) : Marguerite Beaulac

### Récompenses
- Oscar de la meilleure actrice dans un second rôle pour son rôle dans le film Le Grand National